# Melchiorshausen
Melchiorshausen ist ein Ortsteil der Gemeinde Weyhe, Landkreis Diepholz, Niedersachsen. 2016 hatte Melchiorshausen 1.782 Einwohner.

## Geografie

### Geografische Lage
Melchiorshausen liegt etwa 12 km südlich der Freien Hansestadt Bremen im Südwesten der Gemeinde Weyhe auf einer Höhe von 7 m ü. NN und hat 1889 Einwohner (31. Dezember 2005). Die Bundesstraße 6 durchschneidet den Ort und schafft Verbindung zum Norden (Bremen) und zum Süden (Hannover).
Angrenzend an Melchiorshausen liegen die Orte Erichshof, Leeste, Ristedt und Barrien.
Im südlichen Bereich von Melchiorshausen, an der Grenze zum Syker Ortsteil Barrien, liegt zu beiden Seiten der Bundesstraße 6 das Landschaftsschutzgebiet „Melchiorshauser Fuhren“ (offizielle Bezeichnung: Streitheide). In ihm befinden sich auch die Schützenhalle und der Schießstand für den Schützenverein.

### Klima
Gemäßigtes Seeklima beeinflusst durch feuchte Nordwestwinde von der Nordsee. Im langjährigen Mittel erreicht die Lufttemperatur 8,5° – 9,0 °C und es fallen ca. 700 mm Niederschlag. Zwischen Mai und August kann mit durchschnittlich 20–25 Sommertagen gerechnet werden.

## Geschichte
Erste Siedlerstellen im 17. Jahrhundert sind aus einer Schäfersiedlung auf der Schaftrift des Dorfes Leeste entstanden.
1773 wurde der Ort in der Kurhannoverschen Landesaufnahme als 'Melchershausen' eingezeichnet, mit Höfen im Bereich des heutigen Heidewegs und an der Böttcherei („Bötjer“).
Bis zum 1. März 1974 gehörte Melchiorshausen zusammen mit den Ortsteilen Leeste, Erichshof, Hörden, Angelse und Hagen zur bis dahin selbstständigen Gemeinde Leeste. Dann wurden die Gemeinden Kirchweyhe, Sudweyhe und Leeste zur Einheitsgemeinde Weyhe zusammengefasst.

## Verkehr
- Melchiorshausen ist zu erreichen über die Bundesstraße 6 zwischen Bremen und Hannover oder über die Bundesautobahn 1 Abfahrt Bremen-Brinkum.
- Der Flughafen Bremen liegt 15 km entfernt und ist über die Bundesstraße 6 zu erreichen.

## Vereine
- Schützenverein Melchiorshausen e. V., gegründet 1900
- Freiwillige Feuerwehr Melchiorshausen, gegründet 1909
- TSV Melchiorshausen

## Bildung
- Förderzentrum und Förderschule mit dem Schwerpunkt Lernen „Schule in der Leester Heide“
- Kindergarten Melchiorshausen

## Baudenkmale
In der Liste der Baudenkmale in Weyhe sind für Melchiorshausen zwei Baudenkmale aufgeführt.

## Persönlichkeiten
- Louise Ebert (* 1873 in Melchiorshausen/Weyhe als Louise Rump; † 1955 in Heidelberg), Ehefrau von Friedrich Ebert, des ersten deutschen Reichspräsidenten.
- Hauptmann Tim (* 1654 in Melchiorshausen/Weyhe; † 1710 in Melchiorshausen/Weyhe), Siedlungshauptmann und lokaler Braumeister